# Усами, Тосио
Тосио Усами (яп. 宇佐美 敏夫, 22 февраля 1908, Айти — 1 июня 1991) — японский хоккеист на траве, нападающий. Серебряный призёр летних Олимпийских игр 1932 года, участник летних Олимпийских игр 1936 года.

## Биография
Кенити Кониси родился 22 февраля 1908 года в японской префектуре Айти.
Учился в Токийском коммерческом университете, играл в хоккей на траве за его команду.
В 1932 году вошёл в состав сборной Японии по хоккею на траве на летних Олимпийских играх в Лос-Анджелесе и завоевал серебряную медаль. Играл на позиции нападающего, провёл 2 матча, мячей не забивал.
В 1936 году вошёл в состав сборной Японии по хоккею на траве на летних Олимпийских играх в Берлине, поделившей 5-6-е места. В матчах не участвовал.
После Второй мировой войны был заместителем почётного председателя Японской хоккейной ассоциации.
Был председателем керамического общества Наруми в Нагое.
Умер 1 июня 1991 года.